# PGC 10884
LEDA/PGC 10884, auch UGC 2350, ist eine Spiralgalaxie vom Hubble-Typ Sb im Sternbild Perseus am Nordsternhimmel. Sie ist schätzungsweise 205 Millionen Lichtjahre von der Milchstraße entfernt und hat einen Durchmesser von etwa 65.000 Lichtjahren. Vom Sonnensystem aus entfernt sich das Objekt mit einer errechneten Radialgeschwindigkeit von näherungsweise 4.000 Kilometern pro Sekunde.
Die Galaxie ist Mitglied der kleinen NGC 1086-Gruppe (LGG 78). Im selben Himmelsareal befinden sich unter anderem die Galaxien 
NGC 1129, PGC 10820, PGC 10899, PGC 197736.